# Чудновате згоде шегрта Хлапића
Чудновате згоде шегрта Хлапића први је роман Иване Брлић-Мажуранић и први хрватски роман за децу. Објављен 1913. године од стране Хрватског педагошко-књижевног збора и постао је прототип дечјег романа у хрватској књижевности.

## Опште информације
Романима реалистично исходиште, али и карактеристике бајке, утолико што је стварни свет у њему стилизиран и апстрахиран. У средишту је постоларски помоћник (шегрт) Хлапић и његове пустоловине на седмодневном путовању на које одлази како би разгазио мале уске чизмице што су му узроковале невоље код строгог Мајстора Мркоње. Хлапић је „мали као лакат, весео као птица, храбар као Краљевић Марко, мудар као књига, а добар као сунце." На свом путу ће сусрести разне људе и учинити много добрих дела. Придружиће му се и девојчица Гита. Приповедање је једноставно и живо, спојено с хуманистичким виђењем света ауторке романа.
Једно је од најпознатијих дела хрватске књижевности за децу, лектира за ученике основних школа и полазиште за више позоришних представа и филмских екранизација.